# Фес эль-Бали

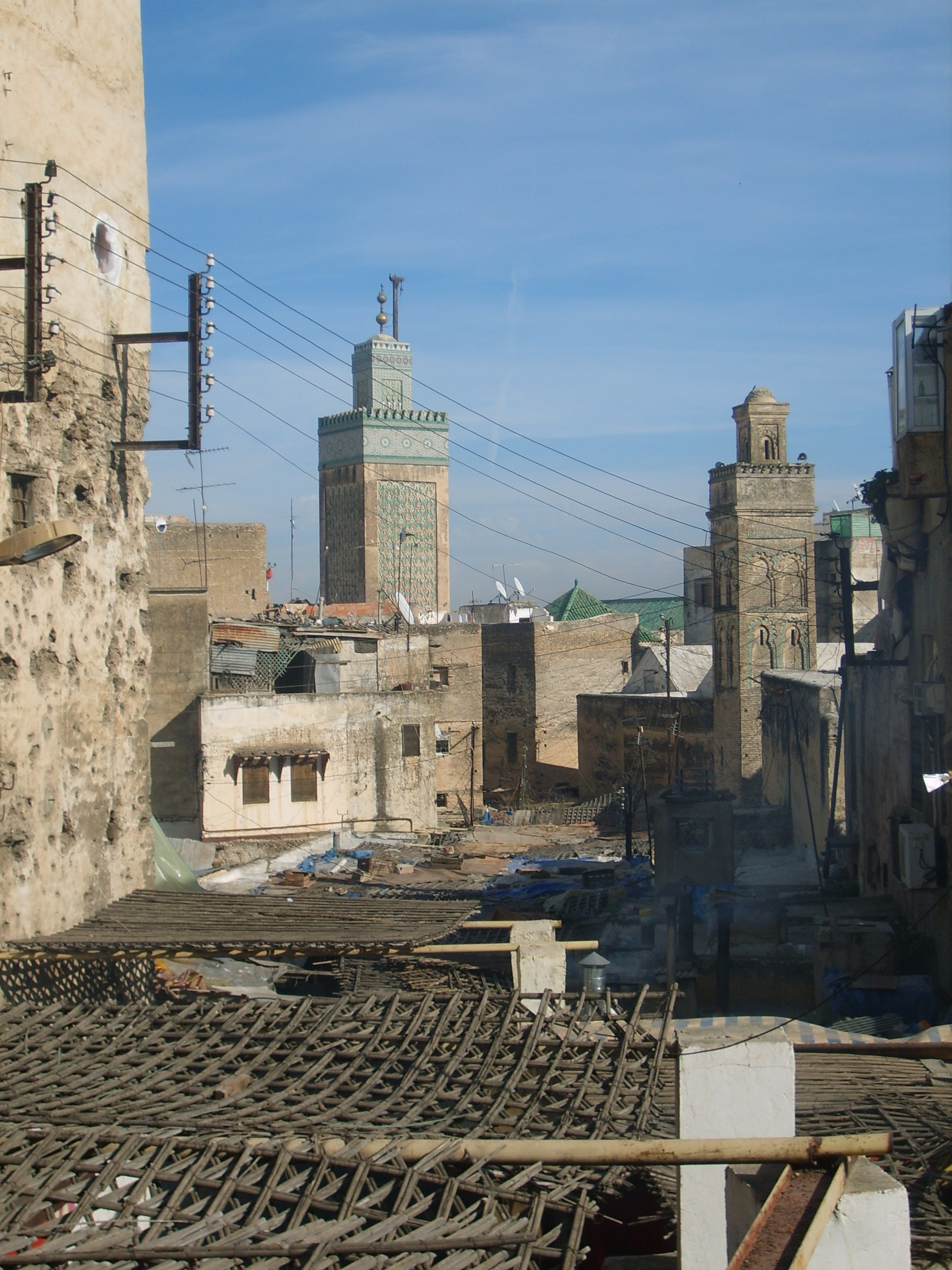
Старая медина Феса.

Фес эль-Бали (араб. فاس البالي‎) — старейший исторический район города Фес, Марокко, огороженный стеной. Фес эль-Бали был основан в качестве столицы династии Идрисидов в период между 789 и 808 годами. Среди прочего район известен тем, что там расположен старейший постоянно действующий университет в мире: университет Аль-Карауин. Помимо этого Фес-эль-Бали, с общим населением 156 000 человек, считается одним из самых больших городских районов без автомобилей в мире.
ЮНЕСКО внесло Фес эль-Бали в список объектов Всемирного наследия в 1981 году под названием Медина Феса. Объект Всемирного наследия включает в себя городскую сеть и стены Феса эль-Бали, а также буферную зону за пределами стен, которая предназначена для сохранения визуальной целостности объекта.
Фес эль-Бали, наряду с Фесом Дждидом и появившимся при власти французов «Новым городом», является одним из трёх основных городских районов Феса.

## История

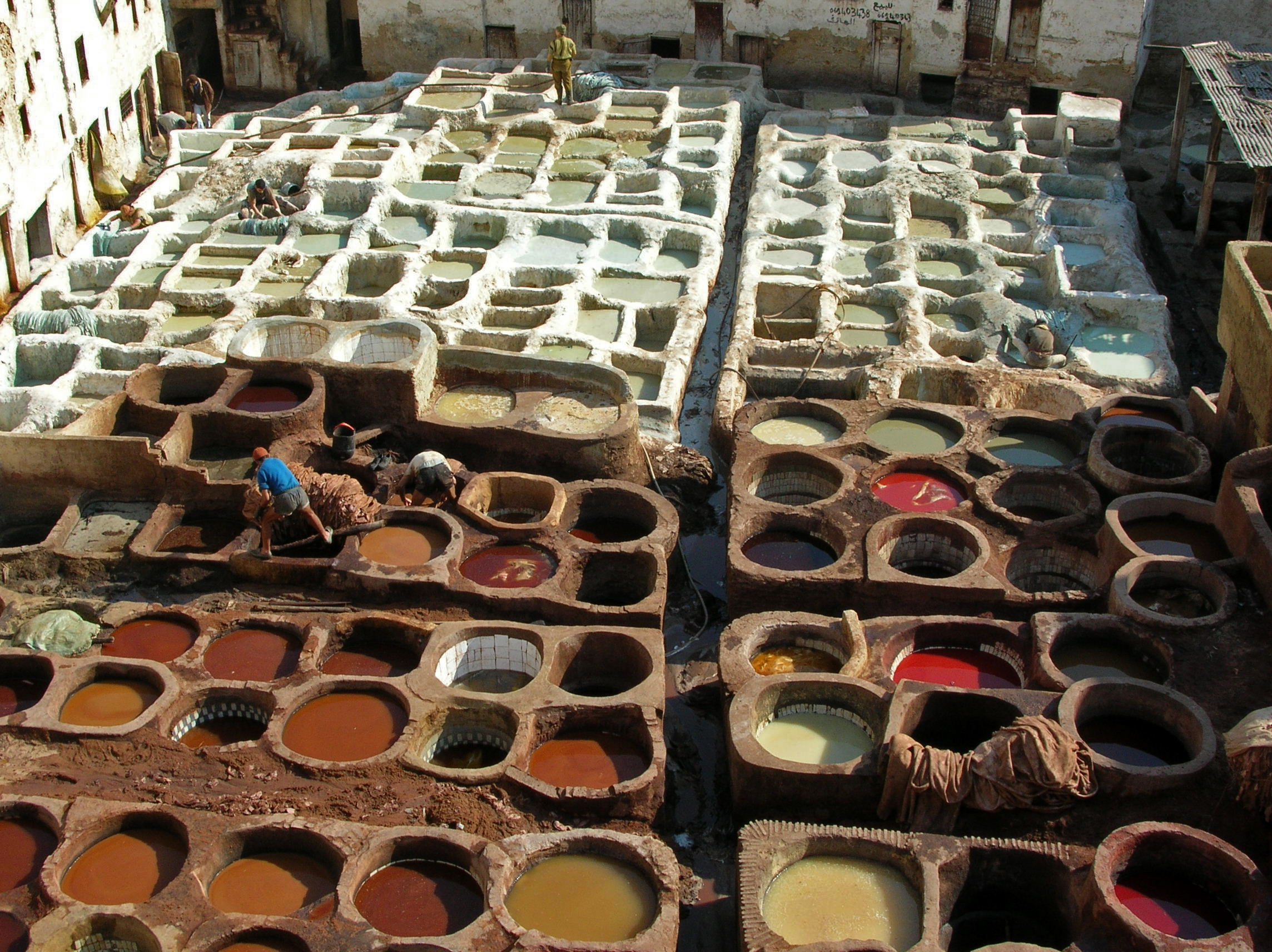
Кожевенные производства в Фесе.

Для столицы своей созданной империи Идрис ибн Абдуллах решил построить новый город на правом берегу реки Фес в 789 году. Многие из первых его жителей были беженцами, бежавшими от восстания в Кордове (современная Испания). Но в 809 году его сын Идрис II решил основать собственную столицу на противоположном берегу реки Фес. Множество беженцев осели в Фесе после восстания в Кайруане (современный Тунис).
Несмотря на то, что они были разделены только относительно небольшой рекой, города развивались отдельно и стали двумя отдельными городами, пока они не были объединены в XI веке Альморавидами.
Одним из примеров того, какую роль беженцы играли в развитии Феса в первые годы его существования, является тот факт, что университет Аль-Карауин, который был построен тунисским беженцем в 859 году, ныне считается старейшим постоянно действующим университетом в мире.
В период правления Альморавидов Фес потерял свой столичный статус после основания Марракеша и перенесения столицы туда.
Альморавиды разрушили большую часть Феса эль-Бали, но сумели создать современный Фес эль-Бали, когда они объединили города по обе стороны реки Фес, разрушив то, что их разделяло, и построив мосты через реку.
Во время правления Альмохадов Фес был процветающим торговым городом, хотя и не был столицей. Его население тогда составляло около 200 000 человек, что делало Фес одним из крупнейших городов мира в то время.
После победы над Альморавидами в Марокко Мариниды перенесли столицу из Марракеша обратно в Фес. Это ознаменовало начало крупнейшего периода расцвета в истории Феса эль-Бали. Когда Мариниды перенесли столицу в Фес в 1276 году, они начали строить новый город за пределами старых городских стен. Сначала он назывался белым городом, но через некоторое был переименован в Фес Дждид, или Новый Фес. Именно тогда Фес эль-Бали, или Старый Фес(Фес-Медина), получил своё нынешнее название.
Большинство главных архитектурных памятников в Фесе эль-Бали были построены при правлении Маринидов. Среди них Андалузская мечеть и Мечеть Баб-Гисса. В XIV веке в состав города была включена мелла (еврейский квартал).

## Угрозы
По данным ЮНЕСКО существуют две основные угрозы для этого объекта Всемирного наследия:
- Постоянно растущее население в уже чрезвычайно перенаселённом районе и неконтролируемое развитие города[1],
- Износ зданий[1].

Из-за уязвимости Феса эль-Бали государство приняло специальный план по сохранности этого объекта Всемирного наследия и всех входящих в него зданий.